# Copa de la Liga de Segunda División B 1985
La Copa de la Liga de Segunda División "B" de 1985 fue la tercera y última edición del campeonato en esta categoría. Como en ediciones precedentes se volvieron a celebrar dos torneos diferentes para el Grupo I y para el Grupo II otorgándose de nuevo el derecho a los vencedores de participar en la Copa de la Liga de Primera División la temporada siguiente. Igual que sucediera en la edición del año anterior, la participación de equipos fue escasa, y solo participaron once equipos por torneo.
Los últimos ganadores de esta competición fueron el Sestao y el Albacete que por segundo año se alzaba con el triunfo final.

## Grupo I

### Primera Ronda
Se jugó los días 25 y 30 de mayo.
| Equipo local  | Equipo visitante      | Ida   | Vuelta            |
| ------------- | --------------------- | ----- | ----------------- |
| Pontevedra CF | Arosa                 | 1 - 0 | 1 - 1             |
| CD Binéfar    | UD Lérida             | 0 - 0 | 1 - 1 (pr.+ pen.) |
| UD Figueras   | Barcelona Aficionados | 1 - 1 | 0 - 1             |

### Fase Final
|  | Cuartos de final            | Cuartos de final            | Cuartos de final            |   |                   | Semifinales               | Semifinales               | Semifinales               |  |  | Final                     | Final                     | Final                     |
|  | 5 de junio - 8 y 9 de junio | 5 de junio - 8 y 9 de junio | 5 de junio - 8 y 9 de junio |   |                   | 16 de junio - 22 de junio | 16 de junio - 22 de junio | 16 de junio - 22 de junio |  |  | 26 de junio - 29 de junio | 26 de junio - 29 de junio | 26 de junio - 29 de junio |
|  |                             |                             |                             |   |                   |                           |                           |                           |  |  |                           |                           |                           |
|  | UD Lérida                   | 0                           | 2                           |   |                   |                           |                           |                           |  |  |                           |                           |                           |
|  | Endesa Andorra              | 0                           | 5                           |   |                   |                           |                           |                           |  |  |                           |                           |                           |
|  | Endesa Andorra              | 0                           | 5                           |   | Endesa Andorra    | 1                         | 0                         |                           |  |  |                           |                           |                           |
|  |                             |                             |                             |   | Endesa Andorra    | 1                         | 0                         |                           |  |  |                           |                           |                           |
|  |                             | Pontevedra CF               | 2                           | 0 |                   |                           |                           |                           |  |  |                           |                           |                           |
|  | SD Compostela               | Pontevedra CF               | 2                           | 0 | 1                 | 1                         |                           |                           |  |  |                           |                           |                           |
|  | SD Compostela               |                             |                             |   | 1                 | 1                         |                           |                           |  |  |                           |                           |                           |
|  | Pontevedra CF (pr.+ pen.)   | 0                           | 2                           |   |                   |                           |                           |                           |  |  |                           |                           |                           |
|  |                             |                             |                             |   |                   |                           |                           |                           |  |  | Pontevedra CF             | 1                         | 0                         |
|  |                             |                             | Sestao Sport Club           | 1 | 4                 |                           |                           |                           |  |  |                           |                           |                           |
|  | Sestao Sport Club           | 3                           | 1                           |   |                   |                           |                           |                           |  |  |                           |                           |                           |
|  | Sporting Atlético           | 0                           | 2                           |   |                   |                           |                           |                           |  |  |                           |                           |                           |
|  | Sporting Atlético           | 0                           | 2                           |   | Sestao Sport Club | 4                         | 2                         |                           |  |  |                           |                           |                           |
|  |                             |                             |                             |   | Sestao Sport Club | 4                         | 2                         |                           |  |  |                           |                           |                           |
|  |                             | Andorra FC                  | 1                           | 1 |                   |                           |                           |                           |  |  |                           |                           |                           |
|  | Andorra FC                  | Andorra FC                  | 1                           | 1 | 2                 | 0                         |                           |                           |  |  |                           |                           |                           |
|  | Andorra FC                  |                             |                             |   | 2                 | 0                         |                           |                           |  |  |                           |                           |                           |
|  | Barcelona Aficionados       | 0                           | 1                           |   |                   |                           |                           |                           |  |  |                           |                           |                           |

|                   |
| Campeón           |
| Sestao Sport Club |
| 1.º título        |

## Grupo II

### Primera Ronda
Se jugó los días 25 y 30 de mayo.
| Equipo local | Equipo visitante | Ida   | Vuelta |
| ------------ | ---------------- | ----- | ------ |
| UD Poblense  | CD Manacor       | 2 - 0 | 0 - 1  |
| AD Parla     | Rayo Vallecano   | 2 - 1 | 0 - 3  |
| Orihuela     | CD Alcoyano      | 4 - 0 | 1 - 4  |

### Fase Final
|  | Cuartos de final                | Cuartos de final                | Cuartos de final                |   |                   | Semifinales                    | Semifinales                    | Semifinales                    |  |  | Final                     | Final                     | Final                     |
|  | 5 y 6 de junio - 8 y 9 de junio | 5 y 6 de junio - 8 y 9 de junio | 5 y 6 de junio - 8 y 9 de junio |   |                   | 15 de junio - 22 y 23 de junio | 15 de junio - 22 y 23 de junio | 15 de junio - 22 y 23 de junio |  |  | 26 de junio - 29 de junio | 26 de junio - 29 de junio | 26 de junio - 29 de junio |
|  |                                 |                                 |                                 |   |                   |                                |                                |                                |  |  |                           |                           |                           |
|  | Orihuela                        | 2                               | 2                               |   |                   |                                |                                |                                |  |  |                           |                           |                           |
|  | Albacete Balompié               | 1                               | 5                               |   |                   |                                |                                |                                |  |  |                           |                           |                           |
|  | Albacete Balompié               | 1                               | 5                               |   | Albacete Balompié | 1                              | 2                              |                                |  |  |                           |                           |                           |
|  |                                 |                                 |                                 |   | Albacete Balompié | 1                              | 2                              |                                |  |  |                           |                           |                           |
|  |                                 | Rayo Vallecano                  | 0                               | 2 |                   |                                |                                |                                |  |  |                           |                           |                           |
|  | Rayo Vallecano                  | Rayo Vallecano                  | 0                               | 2 | 1                 | 1                              |                                |                                |  |  |                           |                           |                           |
|  | Rayo Vallecano                  |                                 |                                 |   | 1                 | 1                              |                                |                                |  |  |                           |                           |                           |
|  | Talavera CF                     | 0                               | 0                               |   |                   |                                |                                |                                |  |  |                           |                           |                           |
|  |                                 |                                 |                                 |   |                   |                                |                                |                                |  |  | Albacete Balompié         | 3                         | 0                         |
|  |                                 |                                 | CD Badajoz                      | 0 | 1                 |                                |                                |                                |  |  |                           |                           |                           |
|  | Linares CF                      | 0                               | 0                               |   |                   |                                |                                |                                |  |  |                           |                           |                           |
|  | CD Badajoz                      | 2                               | 1                               |   |                   |                                |                                |                                |  |  |                           |                           |                           |
|  | CD Badajoz                      | 2                               | 1                               |   | CD Badajoz        | 3                              | 0                              |                                |  |  |                           |                           |                           |
|  |                                 |                                 |                                 |   | CD Badajoz        | 3                              | 0                              |                                |  |  |                           |                           |                           |
|  |                                 | UD Poblense                     | 0                               | 1 |                   |                                |                                |                                |  |  |                           |                           |                           |
|  | UD Poblense                     | UD Poblense                     | 0                               | 1 | 2                 | 2                              |                                |                                |  |  |                           |                           |                           |
|  | UD Poblense                     |                                 |                                 |   | 2                 | 2                              |                                |                                |  |  |                           |                           |                           |
|  | Hospitalet                      | 0                               | 2                               |   |                   |                                |                                |                                |  |  |                           |                           |                           |

|                   |
| Campeón           |
| Albacete Balompié |
| 2.º título        |

| Predecesor: 1984 | Copa de la Liga 1985 | Sucesor: No tiene |

- Datos: Q5786109